# جادايبور
جادايبور هي قرية في مدينة باتودي ماندال التابعة لمقاطعة جورجاون، هاريانا، الهند. تبعد القرية 7.341 كيلومتر (4.561 ميل) عن مدينة باتودي الرئيسية في ماندال، و35.62 كيلومتر (22.13 ميل) من المدينة الرئيسية في مقاطعة جورجاون و273 كيلومتر (170 ميل) من عاصمة الولاية، شانديغار.

## المدارس القريبة
- مدرسة إم دي الثانوية العليا
- مدرسة كيشاف الثانوية العليا
- مدرسة الطفل السعيد الجديدة الثانوية العليا